# Associazione Calcio Lecco 1971-1972
Questa voce raccoglie le informazioni riguardanti l'Associazione Calcio Lecco nelle competizioni ufficiali della stagione 1971-1972.

## Stagione
Nella stagione 1971-1972 il Lecco disputa il girone A del campionato di Serie C, con 51 punti vince il torneo e risale in Serie B, seconda giunge l'Alessandria con 47 punti, al terzo posto l'Udinese con 46 punti. Retrocedono in Serie D la Pro Vercelli con 32 punti, l'Imperia e la Pro Patria con 27 punti.
A Lecco torna clamorosamente in sella dopo cinque anni dietro le quinte, il vecchio presidente Mario Ceppi, con la conferma in blocco dell'undici titolare, dopo il buon finale della stagione scorsa. Sulla panchina in luogo di Luciano Lupi siede ora Angelo Longoni. Sugli scudi in particolare Faustino Goffi, Osvaldo Jaconi, Angelino Marchi ed il nuovo innesto Bruno Chinellato arrivato dalla Lazio, questi quattro giocatori segnano 38 delle 48 reti blucelesti, nell'attacco più prolifico del girone. Si parte male in campionato con le sconfitte con il Venezia in casa ed a Belluno, poi l'undici lariano si riprende e domina il campionato, contrastato solo dall'Alessandria e dall'Udinese. Oltre al consueto rendimento nel fortino del Rigamonti con 12 vittorie, il Lecco torna a far molti punti anche in trasferta dove ne ottiene 21. E dopo tre stagioni in Serie C il Lecco ritorna tra i cadetti.

## Rosa
| N. |                   | Ruolo | Calciatore        |
| -- | ----------------- | ----- | ----------------- |
|    | Italia (bandiera) | A     | Dario Belloli     |
|    | Italia (bandiera) | D     | Attilio Bravi     |
|    | Italia (bandiera) | P     | Adriano Casiraghi |
|    | Italia (bandiera) | D     | Bruno Chinellato  |
|    | Italia (bandiera) | D     | Roberto Colombo   |
|    | Italia (bandiera) | C     | Ilario Frank      |
|    | Italia (bandiera) | C     | Luigi Giavara     |
|    | Italia (bandiera) | A     | Faustino Goffi    |
|    | Italia (bandiera) | A     | Osvaldo Jaconi    |

| N. |                   | Ruolo | Calciatore          |
| -- | ----------------- | ----- | ------------------- |
|    | Italia (bandiera) | D     | Alfonso Marcelli    |
|    | Italia (bandiera) | A     | Angelo Marchi       |
|    | Italia (bandiera) | P     | Giuseppe Meraviglia |
|    | Italia (bandiera) | D     | Gianfranco Motta    |
|    | Italia (bandiera) | D     | Lauro Pomaro        |
|    | Italia (bandiera) | C     | Giovanni Rota       |
|    | Italia (bandiera) | C     | Giovanni Sacchi     |
|    | Italia (bandiera) | D     | Ferdinando Tam      |

## Risultati

### Serie C girone A

#### Girone di andata
| Arbitro: | Sgherri (Grosseto) |

|  |           |                |
|  | Marcatori | 82’ Bellinazzi |

| Cremona 19 settembre 1971 2ª giornata | Cremonese        | 0 – 0 | Lecco | Stadio Giovanni Zini\| Arbitro: \| Vaccaro (Torino) \| |
| Arbitro:                              | Vaccaro (Torino) |       |       |                                                        |

| Arbitro: | Benedetti (Roma) |

|                                                 |           |  |
| Goffi 20’ Frank 47’ Marchi 57’ Gorla 65’ (aut.) | Marcatori |  |

| Arbitro: | De Fazio (Torino) |

|                         |           |                  |
| Gaiotti 38’ Canella 60’ | Marcatori | 43’ (aut.) Zardo |

| Arbitro: | Barboni (Firenze) |

|                           |           |  |
| Jaconi 18’ Chinellato 63’ | Marcatori |  |

| Arbitro: | Testuzza (Genova) |

|                   |           |                     |
| Compagno 18’, 22’ | Marcatori | 71’ Goffi 74’ Motta |

| Arbitro: | Ciulli (Roma) |

|                           |           |                                |
| Chinellato 44’ Jaconi 69’ | Marcatori | 46’ Governato 54’ (rig.) Rosso |

| Arbitro: | Agnolin (Bassano del Grappa) |

|             |           |                                      |
| Biolchi 80’ | Marcatori | 56’, 59’ Jaconi 69’ Marchi 90’ Goffi |

| Arbitro: | Lenardon (Siena) |

|                |           |            |
| Dalle Crode 3’ | Marcatori | 82’ Marchi |

| Arbitro: | Baldoni (Ancona) |

|                     |           |  |
| Marchi 5’ Goffi 82’ | Marcatori |  |

| Arbitro: | Lupi (Genova) |

|  |           |                            |
|  | Marcatori | 55’, 82’ (rig.) Chinellato |

| Arbitro: | Menicucci (Firenze) |

|                       |           |  |
| Chinellato 44’ (rig.) | Marcatori |  |

| Alessandria 5 dicembre 1971 13ª giornata | Alessandria     | 0 – 0 | Lecco | Stadio Giuseppe Moccagatta\| Arbitro: \| Lattanzi (Roma) \| |
| Arbitro:                                 | Lattanzi (Roma) |       |       |                                                             |

| Arbitro: | Benedetti (Roma) |

|          |           |               |
| Goffi 6’ | Marcatori | 27’ Salvadori |

| Arbitro: | Martinelli (Catanzaro) |

|  |           |           |
|  | Marcatori | 28’ Goffi |

| Arbitro: | Crista (Livorno) |

|                                            |           |             |
| Chinellato 36’ (rig.) Marchi 51’ Goffi 78’ | Marcatori | 90’ Gabetto |

| Legnano 9 gennaio 1972 17ª giornata | Legnano            | 0 – 0 | Lecco | Stadio Comunale\| Arbitro: \| Monforte (Palermo) \| |
| Arbitro:                            | Monforte (Palermo) |       |       |                                                     |

| Arbitro: | Barboni (Firenze) |

|             |           |  |
| Giavara 40’ | Marcatori |  |

| Arbitro: | Clerico (Chiavari) |

|                |           |           |
| Pellizzari 57’ | Marcatori | 87’ Motta |

#### Girone di ritorno
| Arbitro: | Reggiani (Bologna) |

|                       |           |                           |
| Bellinazzi 32’ (rig.) | Marcatori | 40’, 71’ Marchi 47’ Goffi |

| Arbitro: | Prati (Parma) |

|                     |           |  |
| Chinellato 21’, 31’ | Marcatori |  |

| Arbitro: | Turiano (Reggio Calabria) |

|             |           |  |
| Martini 82’ | Marcatori |  |

| Arbitro: | Baldoni (Ancona) |

|                       |           |           |
| Chinellato 50’ (rig.) | Marcatori | 34’ Grion |

| Arbitro: | Cantelli (Firenze) |

|                             |           |  |
| Boscolo 40’ Dal Pozzolo 75’ | Marcatori |  |

| Arbitro: | Pesciarelli (Roma) |

|             |           |          |
| Belloli 72’ | Marcatori | 84’ Neri |

| Savona 19 marzo 1972 26ª giornata | Savona              | 0 – 0 | Lecco | Stadio Valerio Bacigalupo\| Arbitro: \| Menicucci (Firenze) \| |
| Arbitro:                          | Menicucci (Firenze) |       |       |                                                                |

| Arbitro: | Schena (Foggia) |

|            |           |  |
| Marchi 89’ | Marcatori |  |

| Arbitro: | Ciacci (Firenze) |

|                       |           |  |
| Chinellato 63’ (rig.) | Marcatori |  |

| Vercelli 16 aprile 1972 29ª giornata | Pro Vercelli  | 0 – 0 | Lecco | Stadio Leonida Robbiano\| Arbitro: \| Lupi (Genova) \| |
| Arbitro:                             | Lupi (Genova) |       |       |                                                        |

| Arbitro: | Barboni (Firenze) |

|                        |           |  |
| Jaconi 45’ Belloli 46’ | Marcatori |  |

| Arbitro: | Lenardon (Siena) |

|  |           |            |
|  | Marcatori | 87’ Jaconi |

| Arbitro: | Menegali (Roma) |

|                    |           |                    |
| Goffi 7’ Frank 44’ | Marcatori | 86’ (rig.) Vanzini |

| Arbitro: | Zacchetti (Milano) |

|                       |           |  |
| Calloni 45’ Butti 78’ | Marcatori |  |

| Arbitro: | Menicucci (Firenze) |

|            |           |         |
| Marchi 75’ | Marcatori | 7’ Musa |

| Arbitro: | Benedetti (Roma) |

|           |           |                 |
| Boido 80’ | Marcatori | 55’, 86’ Marchi |

| Arbitro: | Lattanzi (Roma) |

|                                   |           |            |
| Jaconi 23’ Marchi 35’ Giavara 66’ | Marcatori | 38’ Bosani |

| Seregno 11 giugno 1972 37ª giornata | Seregno                      | 0 – 0 | Lecco | Stadio Ferruccio Trabattoni\| Arbitro: \| Agnolin (Bassano del Grappa) \| |
| Arbitro:                            | Agnolin (Bassano del Grappa) |       |       |                                                                           |

| Lecco 18 giugno 1972 38ª giornata | Lecco            | 0 – 0 | Udinese | Stadio Mario Rigamonti\| Arbitro: \| Benedetti (Roma) \| |
| Arbitro:                          | Benedetti (Roma) |       |         |                                                          |